# 月世界
月世界主要由泥岩、砂岩、頁岩等構成的青灰岩、白堊土地形。因高鹼性生存。部分月世界如草山月世界因溪流切割地質鬆軟的地表，形成山坡上的大小蝕溝及光禿的山脊。由於月世界的地表通常呈現灰白色及一片荒漠的景象、以及泥岩表面存有一層鹽粉，在夜間會反射月光，故得月世界之名。:12、64
台灣現存月世界分別為臺南市左鎮區西拉雅國家風景區內的草山月世界，龍崎區的牛埔月世界；高雄市田寮區的田寮月世界；台東縣卑南鄉利吉惡地地質公園內的利吉月世界等。

## 外部連結
- 田寮區月世界遊客中心
- 田寮區公所 月世界風景區 （页面存档备份，存于）
- 田寮月世界 交通部觀光局 （页面存档备份，存于）
- 田寮月世界 高雄旅遊網 （页面存档备份，存于）